# Wapen van Neer

Wapen van Neer

Het wapen van Neer werd op 1 augustus 1896 verleend door de Hoge Raad van Adel aan de Limburgse gemeente Neer. Per 1991 ging Neer op in gemeente Roggel (sinds 1993 Roggel en Neer). Het gemeentewapen kwam daardoor te vervallen. Het oude wapen van Neer werd met het wapen van Roggel samengevoegd tot het nieuwe wapen van Roggel en Neer. Na opheffing van gemeente Roggel en Neer per 2007 valt Neer onder de fusiegemeente Leudal. In het wapen van Leudal komen de wapenelementen hoorns weer terug..

## Blazoenering
De blazoenering van het wapen luidde als volgt:
In goud een Gothische kerk met een Gothisch roosvenster boven den ingang en met een van drie vensters voorziene middentoren en twee kleinere zijtorens, alles van keel en zwart gevoegd; iedere toren door een kruisje van keel overtopt; in een hartschild van goud drie posthoorns van keel, met zilveren beslag, geplaatst twee en een
De heraldische kleuren zijn goud (goud of geel), keel (rood), sabel (zwart) en zilver (wit). 

## Geschiedenis
De gemeente voerde in het hartschild het wapen met de drie hoorns als verwijzing naar het Graafschap Horne waarin het gebied ooit lag. Deze was in het bezit van het Huis Horne, maar geen enkel geslacht had de heerlijkheid Neer meer dan een eeuw in haar bezit. De schepenbank van Neer kent een lange geschiedenis vanaf 1275. Zij maakte gebruik van zegels met een gotische kerk afgebeeld. Het kan zijn dat het afgeleid is van het kasteel Ghoor, dat in het bezit was van het geslacht Van Ghoor, een zijtak van het Huis Horne.

## Verwante wapens

Wapen van het Huis Horne en Graafschap Horne
wapen van Roggel en Neer
wapen van Leudal